# Lijst van afleveringen van GLOW
Dit is een lijst van afleveringen van de Amerikaanse Netflix-serie GLOW. De serie liep drie seizoenen (2017–2019).

## Overzicht

### Seizoen 1
| #  | Afl. | Titel                        | Regisseur(s)      | Geschreven door           | Releasedatum Netflix |
| -- | ---- | ---------------------------- | ----------------- | ------------------------- | -------------------- |
| 1  | 1    | Pilot                        | Jesse Peretz      | Liz Flahive, Carly Mensch | 23 juni 2017         |
| 2  | 2    | Slouch. Submit.              | Wendey Stanzler   | Liz Flahive, Carly Mensch | 23 juni 2017         |
| 3  | 3    | The Wrath of Kuntar          | Claire Scanlon    | Nick Jones                | 23 juni 2017         |
| 4  | 4    | The Dusty Spur               | Melanie Mayron    | Sascha Rothchild          | 23 juni 2017         |
| 5  | 5    | Debbie Does Something        | Phil Abraham      | Rachel Shukert            | 23 juni 2017         |
| 6  | 6    | This Is One of Those Moments | Kate Dennis       | Jenji Kohan               | 23 juni 2017         |
| 7  | 7    | Live Studio Audience         | Jesse Peretz      | Rachel Shukert            | 23 juni 2017         |
| 8  | 8    | Maybe It's All the Disco     | Sian Heder        | Nick Jones                | 23 juni 2017         |
| 9  | 9    | The Liberal Chokehold        | Lynn Shelton      | Liz Flahive, Carly Mensch | 23 juni 2017         |
| 10 | 10   | Money's in the Chase         | Tristram Shapeero | Liz Flahive, Carly Mensch | 23 juni 2017         |

### Seizoen 2
| #  | Afl. | Titel                      | Regisseur(s)                          | Geschreven door                             | Releasedatum Netflix |
| -- | ---- | -------------------------- | ------------------------------------- | ------------------------------------------- | -------------------- |
| 11 | 1    | Viking Funeral             | Lynn Shelton                          | Liz Flahive, Carly Mensch                   | 29 juni 2018         |
| 12 | 2    | Candy of the Year          | Mark A. Burley                        | Nick Jones                                  | 29 juni 2018         |
| 13 | 3    | Concerned Women of America | Kate Dennis                           | Sascha Rothchild                            | 29 juni 2018         |
| 14 | 4    | Mother of All Matches      | Mark A. Burley, John Cameron Mitchell | Kim Rosenstock                              | 29 juni 2018         |
| 15 | 5    | Perverts Are People, Too   | Claire Scanlon                        | Rachel Shukert                              | 29 juni 2018         |
| 16 | 6    | Work the Leg               | Lynn Shelton                          | Marquita J. Robinson                        | 29 juni 2018         |
| 17 | 7    | Nothing Shattered          | Sian Heder                            | Liz Flahive, Carly Mensch, Sascha Rothchild | 29 juni 2018         |
| 18 | 8    | The Good Twin              | Meera Menon                           | Nick Jones, Rachel Shukert                  | 29 juni 2018         |
| 19 | 9    | Rosalie                    | Phil Abraham                          | Liz Flahive, Carly Mensch, Kim Rosenstock   | 29 juni 2018         |
| 20 | 10   | Every Potato Has a Receipt | Jesse Peretz                          | Liz Flahive, Carly Mensch                   | 29 juni 2018         |

### Seizoen 3
| #  | Afl. | Titel                 | Regisseur(s)   | Geschreven door                                | Releasedatum Netflix |
| -- | ---- | --------------------- | -------------- | ---------------------------------------------- | -------------------- |
| 21 | 1    | Up, Up, Up            | Claire Scanlon | Liz Flahive, Carly Mensch                      | 9 augustus 2019      |
| 22 | 2    | Hot Tub Club          | Mark A. Burley | Sascha Rothchild                               | 9 augustus 2019      |
| 23 | 3    | Desert Pollen         | Jesse Peretz   | Rachel Shukert                                 | 9 augustus 2019      |
| 24 | 4    | Say Yes               | Claire Scanlon | Isaac Oliver                                   | 9 augustus 2019      |
| 25 | 5    | Freaky Tuesday        | Mark A. Burley | Marquita J. Robinson                           | 9 augustus 2019      |
| 26 | 6    | Outward Bound         | Anya Adams     | Liz Flahive, Carly Mensch                      | 9 augustus 2019      |
| 27 | 7    | Hollywood Homecoming  | Alison Brie    | Victor Quinaz                                  | 9 augustus 2019      |
| 28 | 8    | Keep Ridin'           | Lynn Shelton   | Liz Flahive & , Carly Mensch, Sasha Rothschild | 9 augustus 2019      |
| 29 | 9    | The Libertines        | Phil Abraham   | Rachel Shukert                                 | 9 augustus 2019      |
| 30 | 10   | A Very GLOW Christmas | Lynn Shelton   | Liz Flahive, Carly Mensch                      | 9 augustus 2019      |